# Orbison-Täuschung

Quadrat-Verzerrung durch konzentrische Kreise

Kreis-Verzerrung durch radiale Linien

Quadrat-Verzerrung durch räumlich wirkende Parallelen

Quadrat-Verzerrung durch Strahlenbündel

Die Orbison-Täuschung (engl. Orbison illusion) ist eine nach dem Psychologen William Orbison benannte geometrisch-optische Täuschung.
Orbinson veröffentlichte 1939 seine Erkenntnisse im American Journal of Psychology.
Die Darstellungen von Orbison haben gewöhnlich einen Hintergrund, der aus konzentrischen Kreisen oder radialen Linien besteht und die im Vordergrund platzierten Figuren verzerrt und asymmetrisch erscheinen lässt. Dabei werden Kreise als oval und Quadrate verbogen wahrgenommen. Auch geometrische Formen, die auf ein bestimmtes Muster diagonaler Linien gelegt wird, erscheinen verzerrt.

## Ursachen
Der Grund dieses Täuschungsphänomens ist noch nicht zweifelsfrei wissenschaftlich erforscht. Viele Theorien führen den Täuschungseffekt auf die Winkelwahrnehmung des Gehirns zurück, wobei die Wechselwirkungen zwischen den Neuronen im Nervensystem die Wahrnehmung verzerrter Bilder hervorrufen sollen.
Möglicherweise wird die Winkelverzerrung im Wahrnehmungssystem durch orientierungsspezifische Nervenzellen der Area striata im visuellen Cortex verursacht. Diese Nervenzellen reagieren nur auf eine bestimmte Reizorientierung mit voller Aktivität, während sie auf andere Reizorientierungen entsprechend geringer reagieren.
Laut anderen Theorien besteht im Hintergrund eine falsche Perspektive, wodurch das Gehirn die reale Form verzerrt wahrnimmt. Insofern handelt es sich um eine Variante der Hering- und Wundt-Täuschung.